# Općina Benedikt
Općina Benedikt je jedna od općina u sjevernoj Republici Sloveniji i pokrajini Štajerskoj.

## Naselja u općini
Benedikt v Slovenskih goricah, Drvanja, Ihova, Ločki Vrh, Negovski Vrh, Obrat, Spodnja Bačkova, Spodnja Ročica, Stara Gora, Sv. Trije Kralji v Slovenskih Goricah, Trotkova, Trstenik, Štajngrova, Ženjak

## Vanjske poveznice
- Benedikt, službena stranica općine